# Mufu Shan
Mufu Shan (chiń. 幕阜山; pinyin Mùfù Shān) – pasmo górskie w środkowo-wschodnich Chinach, na granicy prowincji Hunan, Hubei i Jiangxi, na południe od miasta Wuhan. Rozciąga się z południowego zachodu w kierunku północno-wschodnim na długości ok. 200 km i wznosi się średnio na wysokość 1000 m n.p.m. Oddziela dolinę Jangcy od doliny rzeki Xiu Shui, dopływu Gan Jiang. Na północy Mufu Shan przechodzi w szereg niskich grzbietów i wzgórz, które opadają ku nizinie Jangcy. Najwyższym wzniesieniem pasma jest położony w jego zachodniej części szczyt Mufu Shan o wysokości 1595 m n.p.m. W części wschodniej najwyżej położonym punktem jest Jiugong Shan, który sięga 1543 m n.p.m. Góry mają charakter fałdowo-zrębowy i zbudowane są głównie z granitu. Pasmo jest rozczłonkowane i w większości zalesione, gdzieniegdzie na jego zboczach występują uprawy herbaty.